# KMEX-DT
KMEX-DT (Univision 34 Los Ángeles) es la estación cuyo afiliado, propietario y operador es Univision en Los Ángeles y es la estación principal de la cadena y de la costa oeste. KMEX inició operaciones en 1962, abrió el camino para otras redes y estaciones de habla a hispana en los Estados Unidos. KMEX-DT ofrece un formato de programación de español con noticias, programas de entrevistas, Telenovelas de Televisa, películas y otros programas.

## Historia
KMEX-TV primero comenzó a emitir el 29 de septiembre de 1962 como una estación de televisión de habla hispana afiliada a la cadena Univision. Su noticiero local, Noticias Univision 34, es el noticiero más calificado entre televidentes de habla hispana del sur de California y a menudo capta más televidentes que cualquiera de los noticieros de habla anglófona (aunque eso ha cambiado recientemente como que KVEA ha mejorado la calidad de su noticiero). En la actualidad, Noticias Univision 34 ha llevado las calificaciones en la 18-34 y 18-49 demográfica a 6 p. m. durante los últimos doce años, una hazaña notable para cualquier estación. Parte de la razón de esto es que la población Latina del sur de California es más joven que la población no latina.
KMEX inicio sus operaciones en los estudios ubicados en el 5420 Melrose Avenue en Hollywood, cerca de los estudios Paramount Pictures, desde 1962 hasta 1993, luego, se mudó sus operaciones a Westchester, de 1993 al 2002 en el 6701 Center Drive West, y luego del 2003 al presente en el 5999 Center Drive en Los Ángeles, en donde esta ubicadas su estación hermana KFTR y las estaciones de radio KTNQ (1020 AM), KLVE, (107.5 FM) KSCA (101.9 FM), KRCD (103.9 FM), y KRCV (98.3) FM que son parte de Uforia, subsidiaria de Univision Communications.
KMEX ha sido conocido por su cobertura de noticias. Director de noticias, Rubén Salazar fue asesinado por el diputado del Departamento del Sheriff del Condado de Los Ángeles en 1970 al cubrir la Moratoria Chicana. Sus reportajes, El 15% de los Estados Unidos, que se dice sobre el impacto de los Latinos en Estados Unidos, ganó un Premio a Peabody en 2006 y la estación ha ganado premios Emmy y micrófonos de oro en el mercado de Los Ángeles.
Entre los periodistas más descatados, el presentador de noticias, Eduardo Quezada, originario de Cananea, Sonora, México, trabajó por 28 años, desde 1975 hasta 2003. Su hijo mayor, Eduardo Quezada Jr, es camarógrafo y editor para las ediciones de noticias desde 2011. Es la primera vez que dos miembros de la misma familia trabajan para la misma estación, pero en diferentes fechas. También, Jorge Ramos y María Elena Salinas, iniciaron sus carreras en KMEX como reporteros y luego, trabajan como presentadores del Noticiero Univision desde 1987.
Mientras que muchas estaciones de la región han comenzado a producir los noticieros locales y otros programas producidos localmente en alta definición, KMEX fue presentado en alta definición el 1 de enero de 2010. Su rival en español KVEA, KWHY, KRCA. Su estación hermana KFTR, así como todas las estaciones en inglés también noticias locales de producción en alta definición.
KMEX tenía un helicóptero Bell Jetranger ENG equipada para su cobertura aérea de romper noticias que se muestra aquí con la piloto/reportera: Desiree Horton, pero el contrato expiró a mediados del 2008 y no se sabe cuándo o si recibirán otro.
En 2008, The Washington Post en comparación con noticieros en inglés del sur de California con el noticiero de KMEX y concluyó, "la mayor cobertura de cuestiones estatales y locales--Gobierno, política, inmigración, trabajo, economía, salud, ahora se encuentra en la televisión en español".[3] El artículo también cita a Josh Kun, un profesor de comunicaciones en la Universidad de Sur de California (USC), que sigue de cerca la TV española como diciendo: "no hay comparación en la cobertura. Para la gente de aquí, hay dos lugares en busca de mejores noticias: Noticias de BBC News y BBC News en español. El artículo añade, pero la más grave denuncia sobre noticias españolas es que la presentación de informes y comentarios a menudo lo sienten los más como promoción de periodismo tradicional. Es un punto justo y que quienes trabajan en españolas noticias no disputan. Cobertura de inmigración de las dos estaciones es muy favorable a los inmigrantes indocumentados, con reporteros en el aire alentar espectadores para unirse a manifestaciones nacionales de inmigración." Como, el gerente general de KMEX, señala que la filosofía de su estación es "a su lado" (en su lado)."
En la década de 1960, KMEX comenzó a transmitir "Escuela", un programa de cuatro veces por semana que enseña inglés básico a los espectadores de todas las nacionalidades. Ginger Cory, un profesor del Distrito Escolar Unificado de Los Ángeles, fue el anfitrión. Estudiantes por correo ejercicios escritos a ella para la clasificación. Muchos en la comunidad de habla no inglesa del sur de California llegaron a considerar a la Sra. Cory, un amigo y consejero.
El Desfile de las Rosas ha empesando transmitir por primera vez en la televisión en español comenzando en 1967 para la teleaudiencia angelina y luego para todo el país a través de Univision desde 1993. El especial del Desfile de las Rosas reemplaza el desfile cancelado para el Primero de enero de 2021 será conducido por Luis Sandoval y la pareja de conjugues, Omar Velasco y Argelia Atilano, locutores matutinos de KLVE 107.5 FM de 8 a 10 AM (hora del Pacífico).
El 12 de junio de 2009 a las 11:59 p. m., después de transmitir algunas emisiones de KMEX desde 1962 adelante y una breve cuenta regresiva para "La Era Digital", KMEX suspendió sus transmisiones de TV analógicas y se convirtió en una estación digital. Después de la transición de analógico a digital, KMEX volvió su señal digital al canal 34. Canal digital 35, utilizado actualmente por KMEX-DT será la asignación final de canal digital para KRCA-DT. KRCA es obligado a abandonar su anterior canal digital 68, ya que se encuentra fuera de los canales de núcleo de transición puesto 2 a 51.
Como de 2010, KMEX ha sido transmitir sus programas en HD. En junio de 2010, transmiten la Copa Mundial de Fútbol de 2010, lo que la primera vez que los juegos de fútbol fueron transmitidas en HD en este canal. Recientemente, comenzaron a emitir sus noticieros en alta definición por primera vez.
Como de 2014, KMEX-DT ha sido transmitir sus programas en HD. En junio de 2014, transmiten la Copa Mundial de Fútbol de 2014, lo que la primera vez que los juegos de fútbol fueron transmitidas en HD en este canal. Recientemente, comenzaron a emitir sus noticieros en alta definición por primera vez.
En junio del año 2015, KMEX announcio que el noticiero matutino "Primera Edición", ahora se llamará "A Primera Hora", que se transmiten de lunes a viernes por las mañanas.

## Equipo de noticieros

### Conductores
- Victor Cordero (edición matutina) de lunes a viernes
- Gabriela Tessier (edición matutina) de lunes a viernes
- Oswaldo Borraez (edición tarde) de lunes a viernes
- Andrea Gonzalez (edición tarde y noche) de lunes a viernes
- Octavio Valdez (edición nocturna) de lunes a viernes
- Claudia Botero (fin de semana)

### Clima
- Yara Lasanta
- Millie Delgado (fin de semana)

### Deportes
- Diana Alvarado
- Mari Luz Medina

### Reporteros
- Cecilia Bogran
- Claudia Botero
- Norma Roque
- Gonzalo Alvarado
- Antonio Valverde
- Francisco Ugalde
- Stephanie Bradford (espectáculos)

### Voz y Voto
- Xóchitl Arellano

### Tu Tecnología (Segmento de tecnología)
- Ariel Coro